# MEA (warenhuis)
Militär Ekiperings Aktiebolaget (MEA) was een Zweeds warenhuis in Stockholm, dat is ontstaan uit een bedrijf dat legeruniformen produceerde. Het was gevestigd in het MEA-huis. 

## Geschiedenis
Militär Ekiperings Aktiebolaget werd in 1883 opgericht door Sven Palme en produceerde en verkocht oorspronkelijk legeruniformen en andere accessoires. De onderneming was gevestigd op de tweede verdieping van een gebouwd aan Styrpinnen 19 op Hamngatan 15. MEA kocht later het gehele pand en ontwikkelde het tot een warenhuis met een volledig assortiment. Later in de 20e eeuw richtte MEA zich uitsluitend op mode. Het warenhuis werd in de 20e eeuw verschillende keren verbouwd om aan de toenmalige behoeften te voldoen. In 1985 ging het bedrijf failliet.

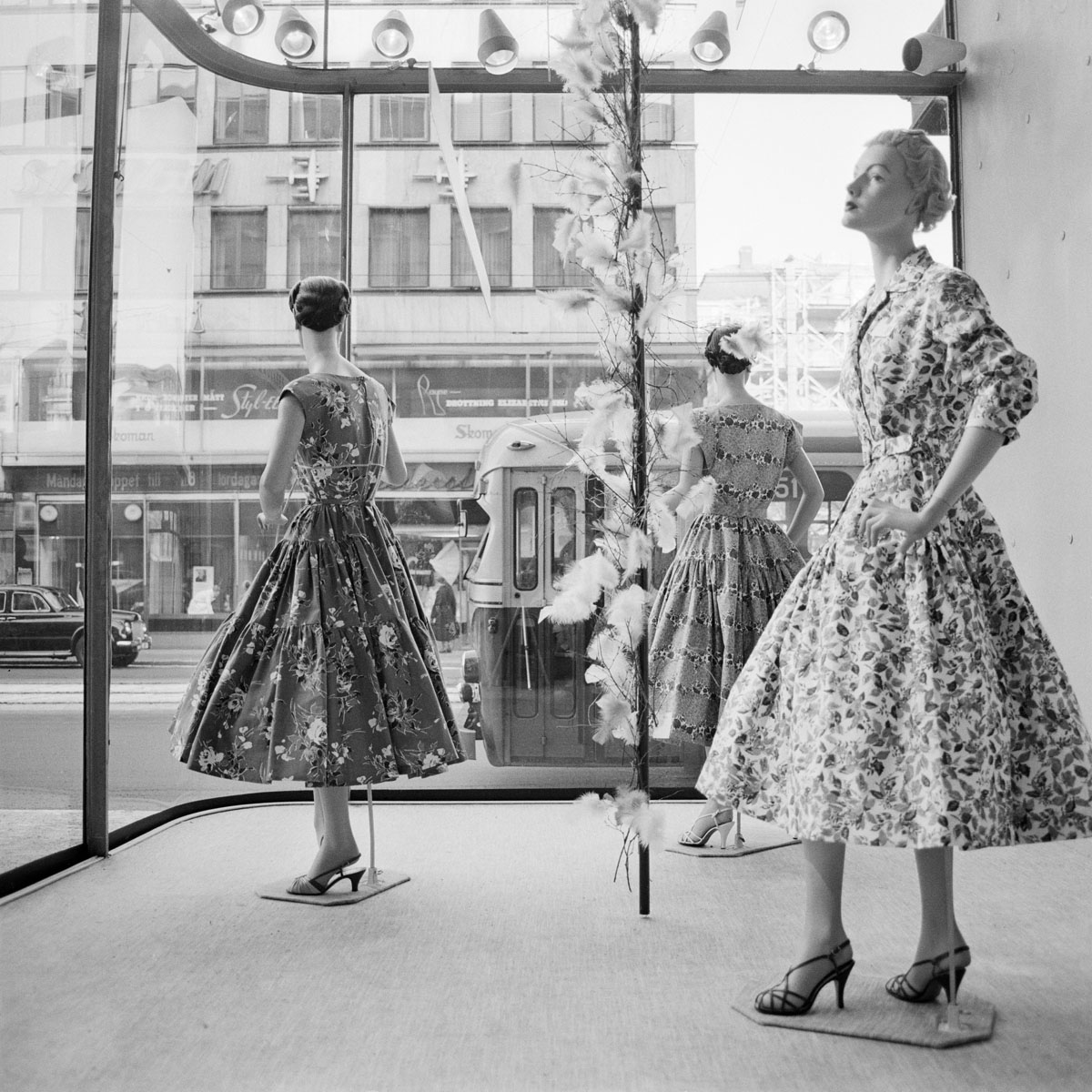
MEA's etalage 1957.
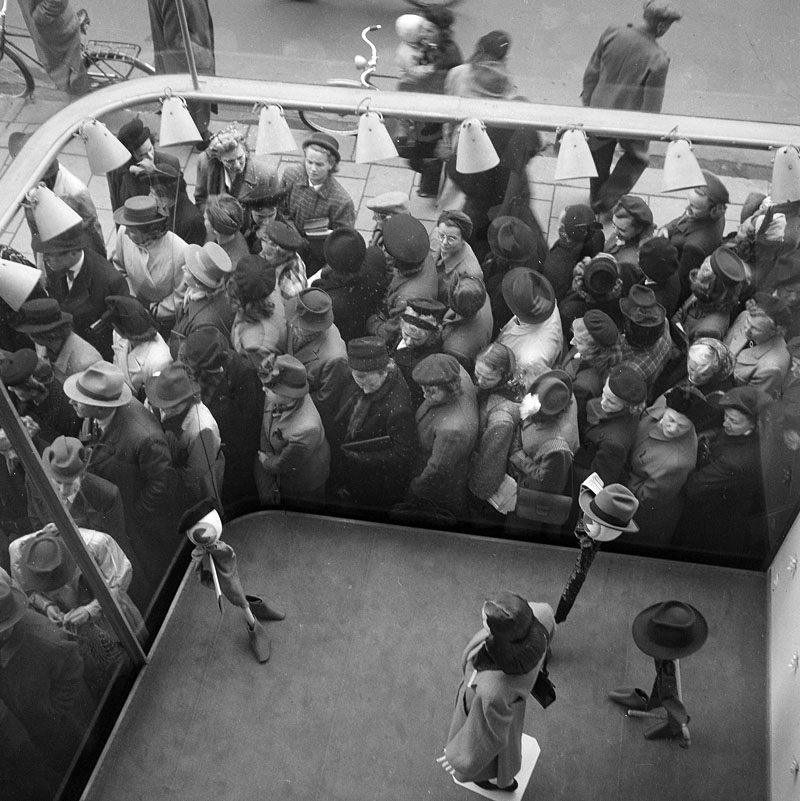
Wachtrij bij MEA in de jaren 1940.

## Nieuwe MEA
In 1990 werd Stockholms Militär Ekiperings Aktiebolag opgericht als bedrijf dat uniformen op maat produceert. In 1993 werd het bedrijf hofleverancier van het Zweedse hof.